# Aptinandria effeminata
Aptinandria effeminata är en tvåvingeart som beskrevs av Schmitz 1921. Aptinandria effeminata ingår i släktet Aptinandria och familjen puckelflugor. Inga underarter finns listade i Catalogue of Life.